# Districte de Košice-okolie
El districte de Košice-okolie - (eslovac) Okres Košice-okolie - és un dels 79 districtes d'Eslovàquia. Es troba a la regió de Košice, a l'est del país. Té una superfície de 1534,60 km², i el 2024 tenia 133.321 habitants. La capital és Košice.

## Demografia
| Godina             | 1994    | 2004    | 2014    | 2024    |
| ------------------ | ------- | ------- | ------- | ------- |
| Nombre de persones | 101.315 | 110.221 | 123.377 | 133.321 |
| Diferència         |         | +8,79%  | +11,93% | +8,05%  |

| Godina             | 2023    | 2024    |
| ------------------ | ------- | ------- |
| Nombre de persones | 131.955 | 133.321 |
| Diferència         |         | +1,03%  |

## Llista de municipis

### Ciutats
- Medzev
- Moldava nad Bodvou

### Pobles
Bačkovík · Baška · Belža · Beniakovce · Bidovce · Blažice · Bočiar · Bohdanovce · Boliarov · Budimír · Bukovec · Bunetice · Buzica · Cestice · Čakanovce · Čaňa · Čečejovce · Čižatice · Debraď · Drienovec · Družstevná pri Hornáde · Ďurďošík · Ďurkov · Dvorníky-Včeláre · Geča · Gyňov · Hačava · Háj · Haniska · Herľany · Hodkovce · Hosťovce · Hrašovík · Hýľov · Chorváty · Chrastné · Janík · Jasov · Kalša · Kecerovce · Kecerovský Lipovec · Kechnec · Kokšov-Bakša · Komárovce · Kostoľany nad Hornádom · Košická Belá · Košická Polianka · Košické Oľšany · Košický Klečenov · Kráľovce · Kysak · Malá Ida · Malá Lodina · Milhosť · Mokrance · Mudrovce · Nižná Hutka · Nižná Kamenica · Nižná Myšľa · Nižný Čaj · Nižný Klátov · Nižný Lánec · Nová Polhora · Nováčany · Nový Salaš · Obišovce · Olšovany · Opátka · Opiná · Paňovce · Peder · Perín-Chym · Ploské · Poproč · Rákoš · Rankovce · Rešica · Rozhanovce · Rudník · Ruskov · Sady nad Torysou · Seňa · Skároš · Slančík · Slanec · Slanská Huta · Slanské Nové Mesto · Sokoľ · Sokoľany · Svinica · Šemša · Štós · Trebejov · Trsťany · Trstené pri Hornáde · Turňa nad Bodvou · Turnianska Nová Ves · Vajkovce · Valaliky · Veľká Ida · Veľká Lodina · Vtáčkovce · Vyšná Hutka · Vyšná Kamenica · Vyšná Myšľa · Vyšný Čaj · Vyšný Klátov · Vyšný Medzev · Zádiel · Zlatá Idka · Žarnov · Ždaňa